# Agpait
Agpait ist ein holokristallines magmatisches Alkaligestein, das vorwiegend aus Nephelin und Alkalifeldspat besteht. Darüber hinaus enthält es sehr reichhaltig Halogen-führende, Natrium-Calcium-haltige HFSE-Minerale.

## Etymologie

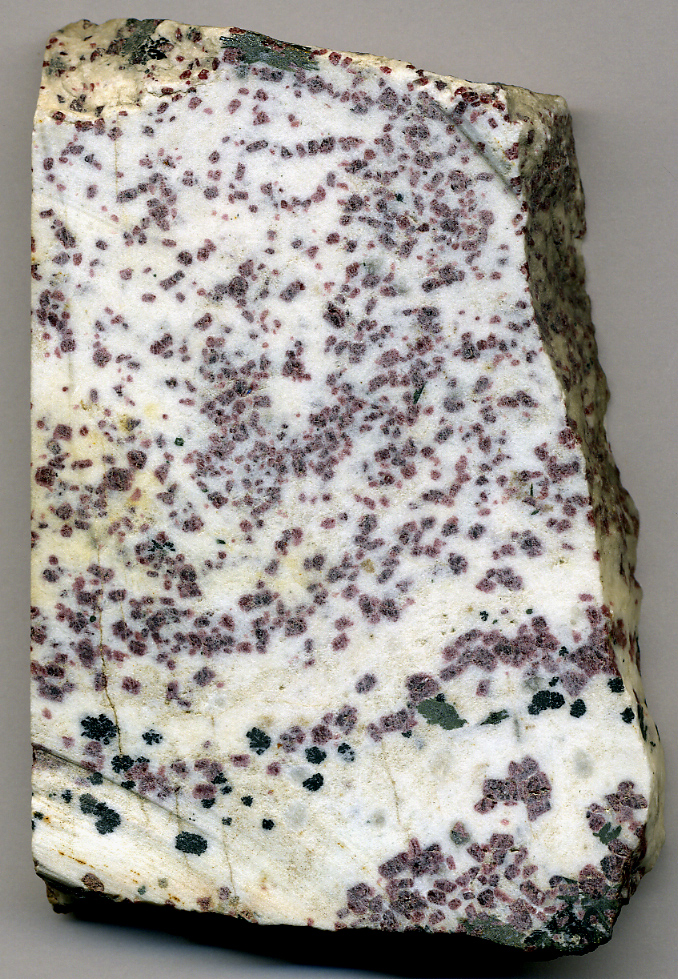
Ein agpaitischer Kakortokit aus dem Ilimmaasaq-Komplex in Südwestgrönland

Der Agpait ist nach dem Bergabhang Appat (nach alter Rechtschreibung Agpat) am Südufer des Fjords Tunulliarfik etwa auf halber Strecke zwischen Narsaq und Igaliku benannt. Der Ortsname ist der Plural des grönländischen Worts appa „Dickschnabellumme“. Appat liegt im Ilimmaasaq-Komplex (auch Ilimaussaq-Komplex oder englisch Ilímaussaq complex) im südwestlichen Grönland und stellt die Typlokalität des Agpaits dar.

## Geschichtliches
Agpait wurde erstmals im Jahr 1911 aus dem Ilimmaasaq-Komplex in Südwestgrönland beschrieben.

## Definition
Alkalische Magmatite bestehen entweder aus Feldspatvertretern (Foiden), aus Alkaliamphibolen oder aus Alkalipyroxenen. Normativ werden sie von Feldspatvertetern und bei peralkalischen Gesteinen meist auch von der Acmit-Komponente beherrscht. Je nach den Molzahlen von Na2O und K2O im Verhältnis zu Al2O3 lassen sich die beiden an Aluminium untersättigten Typen peralkalisch und metaluminos unterscheiden. Die beiden Termini sind wie folgt definiert:
- peralkalisch: Al2O3/(K2O + Na2O) < 1
- metaluminos: Al2O3/(K2O + Na2O) > 1 und Al2O3/(K2O + Na2O + CaO) < 1

Alkaligesteine sollten somit einem dieser beiden Typen zugeordnet werden können – dennoch gibt es aber darüber hinaus auch noch durchaus seltene peraluminose, an Aluminium übersättigte Nephelinsyenite (mit Al2O3/(K2O + Na2O + CaO) > 1 und normativen Korund). Dieses Klassifizierungsschema findet sowohl bei Kieselsäure-untersättigten Syeniten als auch bei an Kieselsäure-übersättigten Gesteinen wie Graniten Verwendung.
Der Begriff peralkalisch wurde bisher oft synonym mit agpaitisch verwendet, was aber streng genommen nicht richtig ist.
Die bisherigen Definitionen von Agpaiten und Miaskiten sind unzureichend und verlangen nach Alternativa. Gleichermaßen sollte auch die bisher üblich gehandhabte Klassifikation von Nephelinsyeniten aufgegeben werden, da sie in sich nicht konsistent ist und sehr ähnliche Mineralparagenesen in anderen Gesteinstypen (wie z. B. in quarzhaltigen Magmatiten) nicht berücksichtigt. Unterschiedlich geartete Prozesse können nämlich Mineralabfolgen generieren, die wiederum in ganz verschiedene Gruppen fallen.
Stattdessen sollten agpaitische Gesteine nicht noch weiter unterteilt werden, sondern durch sorgfältige Gefügestudien – welche zwischen frühmagmatischen, spätmagamatischen und hydrothermalen Phasenzusammensetzungen unterscheiden – ergänzt werden. Nur hierdurch lassen sich die Auswirkungen der einzelnen physikochemikalischen Parameter (wie Druck, Temperatur, Sauerstofffugazität fO2, die Aktivitäten aSiO2 und aH2O, die Peralkalinität und die jeweiligen Aktivitäten anderer Verbindungen, beispielsweise von Halogeniden) während unterschiedlicher evolutionärer Stadien in diesen mineralogisch und strukturell hochdifferenzierten Gesteinen letztlich auch verstehen.

## Petrologie
Agpaite sind generell peralkalisch, typischerweise handelt es sich hier um Nephelinsyenite oder um deren vulkanische Äquivalente – Phonolithe.
Der Terminus agpaitisch ist sehr wichtig in der Unterscheidung von Alkaligesteinen. Er umschließt an Kieselsäure untersättigte Gesteine mit Aluminiumdefizit. Die weitaus häufigeren miaskitischen Gesteine hingegen haben einen Aluminiumüberschuss. Sie sind weniger alkalisch und führen als charakteristische Minerale Zirkon, Sphen (Titanit) und Ilmenit.

### Mineralogie
Charakteristisch für Agpaite sind komplex aufgebaute Silikate mit den Elementen Zirconium, Titan, Natrium, Calcium, Seltene Erden und Fluor. Sie sind daher sehr reich an seltenen und ungewöhnlichen Mineralen wie beispielsweise Eudialyt, Rinkit und Wöhlerit als häufigste Vertreter, sowie Loparit, Astrophyllit, Lorenzenit, Katapleiit, Lamprophyllit und Villiaumit. Auch Sodalith ist meist zugegen – ist aber nicht diagnostisch.
Agpaite sind hoch angereichert an den Alkalien Lithium, Natrium, Rubidium und Cäsium, ferner an den Halogenen Fluor, Chlor, Brom und Jod, an den HFSE Zirconium, Hafnium, Niob und Tantal, an Seltenen Erden, an den inkompatiblen Elementen Uran und Thorium sowie an recht seltenen Elementen wie Beryllium, Zinn, Antimon, Wolfram, Molybdän, Arsen, Zink, Blei und Gallium.

### Gesteine
Zu den Agpaiten gehören die folgenden nephelinsyenitischen Gesteine:
- Kakortokit
- Lujavrit
- Naujait.

## Vorkommen

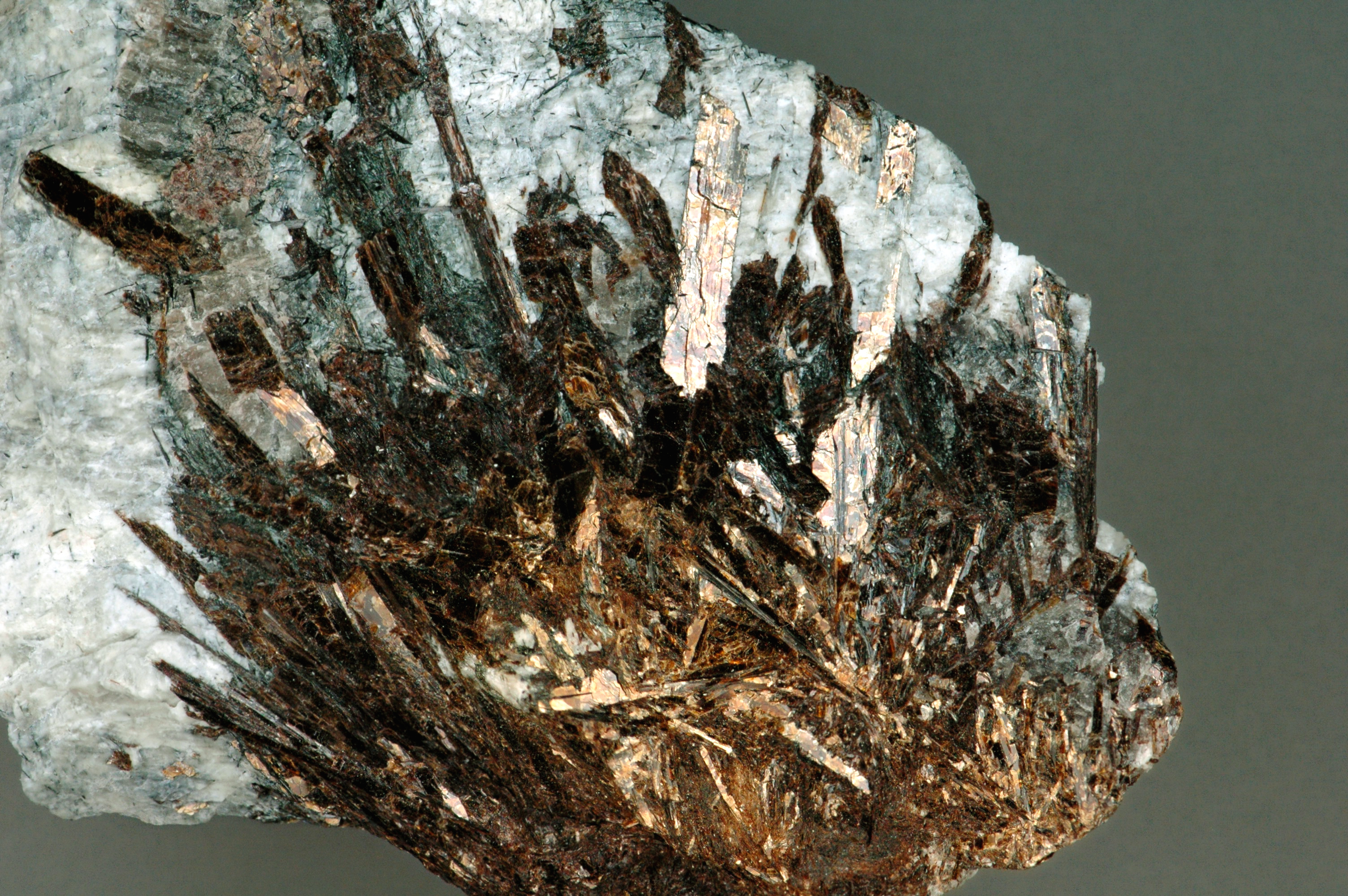
Astrophyllitischer Agpait (pegmatitischer peralkalischer Nephelinsyenit mit Astrophyllit) aus den Chibinen

Agpaitische Gesteine ähneln in ihren geodynamischen Vorkommen generell peralkalischen Gesteinen. Hierzu gehören kontinentale Rifts, Intraplattenlagen sowohl ozeanischer als auch kontinentaler Zuordnung und Subduktionsbezogene Environments. Bei vielen Vorkommen ist jedoch ihre letztliche geodynamische Zuordnung nicht eindeutig und ihr alkalischer Magmatismus bleibt nach wie vor umstritten/unverstanden.
Zu den Rift-Environments gehören das Gardar-Rift mit dem Ilimmaasaq-Komplex, der Ostafrikanische Graben und der Oslograben. Ozeanische Intraplattenlagen finden sich auf Ascension, auf den Azoren und auf den Kapverden, kontinentale Intraplattenlagen hingegen am Mont Saint-Hilaire in Quebec in Kanada, im Damaraland Namibias und in der Provinz Serra do Mar in Brasilien. Die Trans-Pecos-Region ist wahrscheinlich an eine Subduktion gebunden. Agpaite finden sich auch in den Massiven von Lowosero und der Chibinen im Nordosten Russlands (auf der Halbinsel Kola).
Im Vergleich zu miaskitischen Gesteinen sind Agpaite recht selten und innerhalb von magmatischen Provinzen auch auf nur relativ wenige Fundstätten beschränkt. Dies unterstreicht ihre sehr speziellen Bildungsbedingungen, die für die Entwicklung peralkalischer Gesteine so nicht vorliegen. Die kontrollierenden Faktoren in der Bildung von Agpaiten sind in den speziellen Bedingungen während ihrer letztlichen Differentiation und Platznahme zu suchen und sind somit nicht unbedingt an großräumige, tiefsitzende Prozesse geknüpft, wie sie für alkalische Magmenprovinzen charakteristisch sind (beispielsweise die geochemische Zusammensetzung der Quellregion sowie das jeweilige Aufschmelzregime).

## Entstehungsalter
Agpaitische Gesteine sind bereits seit dem Paläoproterozoikum bekannt. Das älteste Vorkommen von Nechalacho in Kanada wurde bisher mit 2176 ± 3 Millionen Jahren datiert (Rhyacium). Aus dem Proterozoikum stammen nur relativ wenige Vorkommen wie beispielsweise die Funde aus dem Gardar-Rift in Grönland, der Pilanesberg in Südafrika, die Fundstätte Mariupol in der Ukraine und der Stettin-Pluton in Wisconsin, darunter auch die metamorphosierten und deformierten Vorkommen von Norra Kärr (Nephelinsyenit bei Gränna in Schweden), vom Red Wine-Alkalikomplex in Labrador, von Kipawa in Québec und vom Sushina Hill in Westbengalen, Indien. Aus dem Zeitraum 1100 bis 500 Millionen Jahre sind bis auf den Ilomba-Komplex in Malawi keine Agpaite bekannt. Tatsächlich sind die meisten Agpaite jünger als 400 Millionen Jahre. Generell ähnelt die Altersverteilung der Agpaite der Altersverteilung von Alkaligesteinen. Ferner besteht eine negative Korrelation mit Superkontinenten, d. h. während des Bestehens von Superkontinenten bildeten sich so gut wie keine Agpaite. Demzufolge liegt die Hauptmasse agpaitischer Vorkommen im Zeitraum 1500 bis 1100 Millionen Jahre zwischen den beiden Superkontinenten Columbia und Rodinia sowie am Ende von Gondwana und Pangäa nach 250 Millionen Jahren (obwohl durchaus auch einige Vorkommen während des Bestehens von Pangäa zwischen 400 und 250 Millionen Jahren entstanden waren).

## Auftreten
Agpaite treten oft in zusammengesetzten magmatischen Komplexen auf, welche gewöhnlich aus mehreren, meist miaskitischen Intrusionseinheiten aufgebaut werden. Die Agpaite sind hierbei meist jünger als die Miaskite. Nur an ganz wenigen Fundstätten – wie Ilimmaasaq, Khibinen und Lowosero – sind Agpaite vorherrschend, aber selbst hier sind auch Miaskite zugegen. Diese generelle Vergesellschaftung von Agpaiten mit Miaskiten sowie ihre zeitliche Abfolge verlangen nach einer ausgiebigen Magmendifferenzierung noch vor Erreichen der agpaitischen Stufe.
Im Kontext von plutonischen bis (sub)vulkanischen Magmatitkomplexen sind Agpaite oft mittel- bis grobkörnig ausgebildet, aber auch feinkörnige bis teils porphyrische Varietäten können durchaus assoziiert sein (siehe Ilimmaasaq und Lowosero). Die letztgenannten Varietäten können gelegentlich vorherrschend werden (wie im Poços-de-Caldas-Massiv in Brasilien) und sogar grobkörnige Varietäten im gleichen Aufschlussniveau intrudieren. An manchen Stellen intrudieren grobkörnige Agpaite auch Laven und andere Pyroklastika, die jedoch selbst nicht agpaitisch sind (beispielsweise am Pilanesberg oder in Ilimmaasaq). Die Vulkanite stehen mit den Agpaiten in zeitlicher und auch genetischer Verbindung. In Agpaiten kann oft auch magmatische Lagentextur angetroffen werden.
Agpaite können auch vereinzelte, sehr flache magmatische Körper unter der Oberfläche bilden, hierunter Lagergänge, Lakkolithen, Dome und Gänge. Beispiele finden sich in Saint-Amable in Kanada und bei Toongi in Australien. Diese Gesteine sind vorwiegend feinkörnig und oft auch blasenreich mit Blasenöffnungen im Millimeter- bis Meterbereich. Die Blasen können Flüssigkeiten möglicherweise magmatischen Ursprungs enthalten (so bei Aris in Namibia). Einige eudialythaltige und teils aphanitische Gesteine werden als effusive Laven angesehen – was sich auf ihre enge Assoziation mit anderen vulkanischen bzw. pyroklastischen und auch sedimentären Formationen stützt. Beispiele sind Kontozero in Russland und Tarosero in Tansania.

## Entstehungstiefe
Die Entstehungstiefe von Agpaiten wird wie bereits angedeutet im sehr flachen Krustenbereich nicht tiefer als 5 Kilometer verortet – was auch durch die bekannten Lavenvorkommen weiter erhärtet wird. Bisher bestehen nur wenige Druckabschätzungen, die sich vor allem auf Rekonstruktionen der vulkanisch-sedimentären Auflast, auf Isochoren in Flüßigkeitseinschlüssen oder auf Feldspat-Geothermobarometrie berufen.

## Zusammenschau

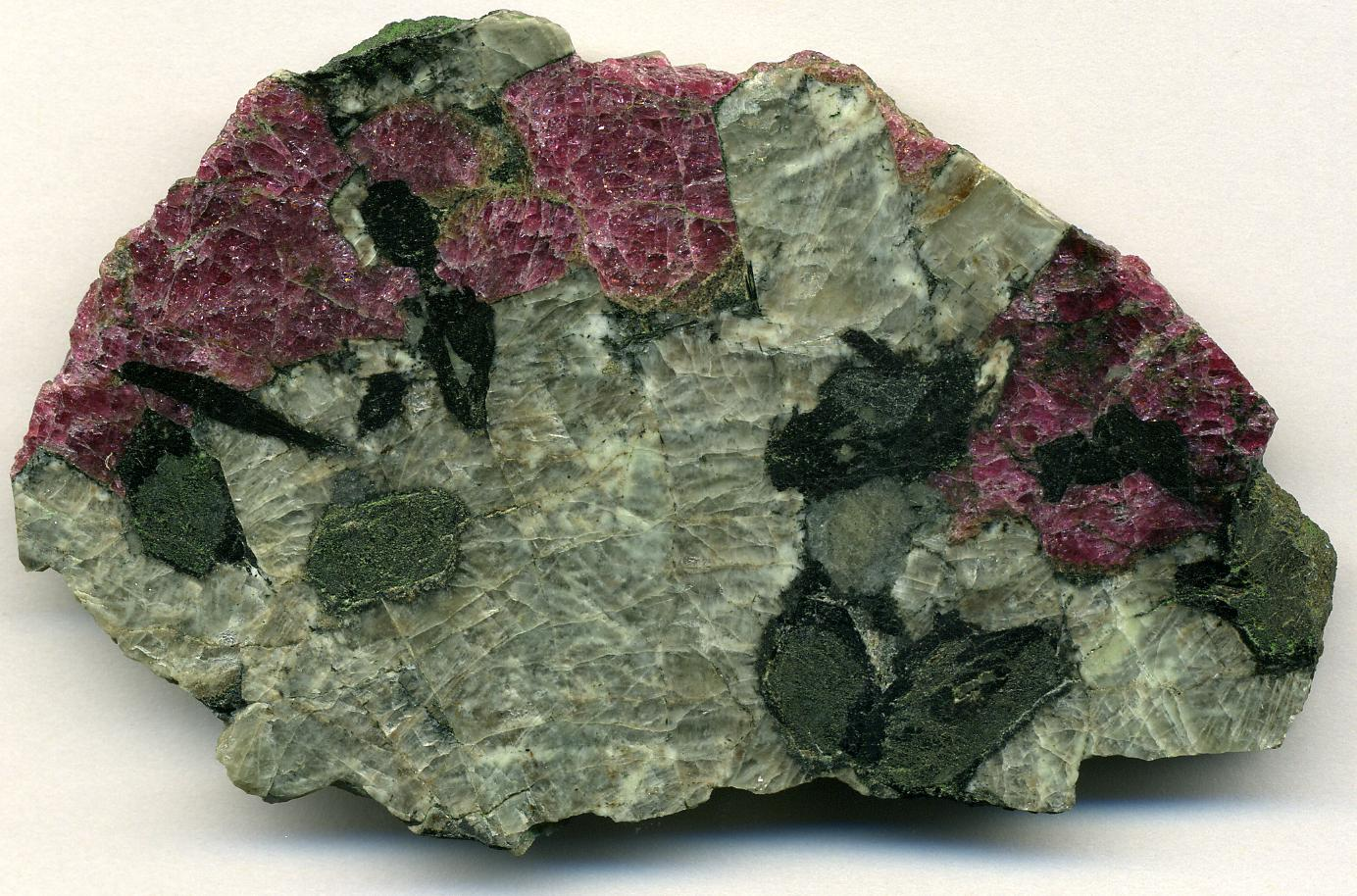
Eudialytischer Agpait (pegmatitischer peralkalischer Nephelinsyenit mit Eudialyt) aus den Chibinen

Es wird generell angenommen, dass Magmen, die peralkalische Gesteine auskristallisieren, aus geochemisch angereicherten Erdmantellithologien entstanden waren – wobei eine sehr geringe partielle Aufschmelzrate zugegen war. Ferner treten lang andauernde Differentiationsprozesse in realiv seichten Krustenbereichen hinzu.
Agpaitische und auch hyperagpaitische Gesteine (letztere enthalten einen nicht unwesentlichen Anteil von in Wasser löslichen Mineralen) stellen die am weitesten entwickelten Glieder peralkalischer Magmensysteme dar. Sie bilden hierbei Teile von plutonischen bis subvulkanischen, zusammengesetzten Magmenkomplexen, die sich aus mehreren agpaitischen und/oder miaskitischen Intrusionseinheiten zusammensetzen. Sie können aber auch als Lagergänge, Lakkolithen, domartige Aufwölbungen, Gänge oder sogar als Laven in Erscheinung treten. Da jedoch Agpaite im Vergleich zu Miaskiten recht selten sind (weltweit sind etwa nur 100 Agpaite bekannt – im Vergleich zu mehreren tausenden Miaskiten) bedürfen sie ganz spezifischer Bildungsbedingungen, die bei der gewöhnlichen Entwicklung peralkalischer Gesteine nicht verwirklicht werden. Trotz ihrer Seltenheit finden sich in agpaitischen und hyperagpaitischen Gesteinen sehr wichtige Metalllagerstätten von insbesondere Seltenen Erden, Zirconium, Niob und Uran, aber auch von Fluor, Beryllium, Zinn, Zink und Gallium.